# En Sømand har sin Enegang
En Sømand har sin Enegang er en dansk sømandsvise, som Johannes V. Jensen skrev til en folkemelodi.
Visen har oprindeligt titlen Sømandsvise.

## Tekst
Johannes V. Jensen var fra december 1925 til april 1926 på rejse til Egypten og Palæstina.
Hans første mål var kurstedet Helwan der skulle lindre gigt.
Han rejste via Berlin til Hamborg hvorfra han tog en lastbåd til Port Said.
Oplevelser fra søturen blev beskrevet i artiklen Paa Skibet.
Den 22. december 1925 er skibet i Middelhavet ud for Tunis, hvor han skrev digtet.
Digtet er i bunden form på 6 strofer med hver 8 verselinjer.
Rimskemaet er ababcdcd.
Det er et rolledigt hvor digterjeg'et som sømand beskriver en hjemve, "den smertefulde hjemlængsel",
efter pige og land.
Som hjemvesdigt drager både Leif Nedergaard og Georg Metz parallel til Adam Oehlenschlägers Underlige Aftenlufte fra 1805.
Et andet paralleldigt skrev Johannes V. Jensen, da han i april 1926 vendte hjem fra rejsen til Mellemøsten.
Det er Gensyn med Danmark med førstelinjen Forunderligt, saa sødt et Smil fra 15. april 1926.
De to digte har flere overlap: røde kinder ("men kuldens rose blomstrer sød, / min pige, på din kind" og "Her gjorde Regnen Kinden rød"), Danmarks flade land ("det lave grønne land" og "de dansk lave Kyster") og Danmarks flora ("den gule løvetand" og "en kølig yndig flora").
Et tredje paralleldigt er De danske Skuder, som Johannes V. Jensen skrev godt et år før En Sømand har sin Enegang, og som blev udgivet i november 1924.
Aage Jørgensen ser samme bevægelse i de to digte:
Udrejse og — ved pinsetid — hjemkomst til Danmark ("Nu skinner Pinsesol paa Fyn — / my God — nu vil jeg hjem!" og "når pinseløvets bryder frem").
Karen Syberg læser digtets sidste strofe ("Men når den gule løvetand") som en sang om maj.
Teksten var ophavsretsbeskyttet til og med 2020, 70-året for Johannes V. Jensens død.
Dog har ophavsretten givet anledning til Johannes V. Jensens kommentar i Politiken i 1943.
Wilhelm Hansens Musikforlag havde skrevet til ham, at det ville trykke teksten.
Forlagets skrev, at "Teksten er fri og kan trykkes af enhver", da den havde været aftrykt i Berlingske Tidende.
Johannes V. Jensen kaldte det "Det fatale Hul i Forfatterloven".
Tom Kristensen havde et par år tidligere i Politiken henvist til Jeppe Aakjær, der kun tjente ganske lidt på sine sange.

## Melodi
Melodien er en folkemelodi, som Johannes V. Jensen havde hørt fra en gårdsanger med harmonikaledsagelse.
Digteren forklarede:
| „ | Til en Melodi, jeg engang har hørt foredrage af en Sangerske i Gaarden, til Harmonikaledsagelse, en elementær, sentimental, ja aabentstaaende sentimental, men mægtig Melodi, satte jeg da, i de stjærneklare Aftener ind mod Solhverv, en Tekst, for Sømanden at synge, naar Blæsebælgen gaar trangt, og Hjertet vil have Luft i Toner. | “ |

Jensen nævnte i en artikel i Politiken fra 1943 at sangerinden havde han siden set "som Medlem af en folkelig Kvartet ude paa Dyrehavsbakken".
Han var af den formodning, at melodien var af tysk oprindelse.
Melodien er noget repeterende i strukturen AABA og har en simpel rytme.
Dens toneomfang er en lille none.
Karl Baks harmoniseringen i Folkehøjskolens Melodibog fik Bengt Johnsson til at skrive i en anmeldelse i Dansk Musik Tidsskrift:
| „ | Den »pæne« trinvise basgang og brugen af parallelklange i 2. og 3. takt giver den enkle Dur-moll-melodie et fremmedartet skær. Enhver musiker kan høre, at den danske sømand har måttet ombytte sin enkle sweater med en kirketonal munkekutte. | “ |

Melodien er ofte brugt til fest- og lejlighedssange.
Bertel Haarder har benyttet den til en lejlighedssang.
Johann Wolfgang von Goethes Der Fischer kan også synges på melodien,
— et element der blev påpeget af Johannes V. Jensen i hans Politiken-artikel fra 1943.
Jensen mente, at når Goethes digt blev sunget til melodien, så fik det "en Virkning som forstærker Digtets i Forvejen bølgende og forførende Rytme," og han hævdede at "har man prøvet at synge Sangen kan man næsten ikke tænke sig andet end at Goethe har kendt Melodien og skrevet sin Tekst dertil".

## Udgivelser
Teksten blev første gang trykt i Berlingske Tidende den 24. januar 1926.
Det var som en del af artiklen Paa Søen.
Den udkom senere på året i Johannes V. Jensens digtsamling Verdens Lys;
senere i Udvalgte Digte fra 1928, Digte fra 1943 og Digte fra 1948.
Den var også en del af myten Killingerne, der udkom i tekstsamlingen Ved Livets Bred fra 1928.
Melodien blev gengivet i førstetrykket i Berlingske Tidende.
Den findes i populære sangbøger som 555 sange hvor den er gengivet i C-dur og 6/8
og Sangbogen fra Edition Wilhelm Hansen hvor den er i D-dur og 6/8,
begge med becifring.
Folkehøjskolens Sangbog har trykt sangen siden 14. udgave fra 1951 og dermed i versionerne fra 1964, 1974, 1989 og 2006.

## Indspilninger
Sømandsvisen er indspillet af
Mogens Wieth i 1943.
Samme år den 17. marts indspillede Aksel Schiøtz sangen med Christian Thomsens ensemble.
Poul Reichhardts version med Willy Grevelund på klaver er fra 1976.
Der findes også indspilninger med Hans Kurt, Erik Paaske, Povl Dissing og Helene Blum i 2009.
Blums version blev udgivet på albummet En gang og altid, der ifølge Berlingske var "en genoplivning, så den slet ikke er til at ryste af sig" og hvor "et fantastisk fint akkompagnement er med til at udvikle sangen fra det mørke og eftertænksomme til det lyse og livsbekræftende."
I Højskolesangbogens 19. udgave er den nummer 95 under afsnittet "Liv".

## Vurderinger
I 2018 kom den på en liste over de 100 populæreste sange fra Højskolesangbogen.
Klaus Rifbjerg har kaldt En Sømand har sin Enegang sin yndlingssang,
og den er af Georg Metz udvalgt til hans bog om danske sange sammen med Hvor smiler fager den danske kyst.
De to digte "formentlig [er] de eneste af hans digte, der er smeltet ind i alménbevidstheden".
Da Verdens Lys udkom i 1926 anmeldte både Hans Brix og forfatteren Tom Kristensen digtsamlingen og begge fremhævede En Sømand har sin Enegang.
I Politiken skrev Tom Kristensen, at digtet var "en Længselssang, men uden Columbusdigtets Uendelighed i sig. Længslen gaar hjemad".
Senere har Bo Lidegaard ment at Johannes V. Jensen i sangen "enkelt tolker den rejsendes evige længsel hjem".
Et radioprogram med Karl Bjarnhof bar i 1949 titlen En Sømand har sin Enegang.
En tv-film fra 1971 af Annett Wolf havde også samme titel.